# 張德秀
張德秀（韓語：장덕수，1894年12月10日—1947年12月2日），雅号雪山（설산）。本贯結城，韓國的独立运动家、政治家、教育家、学者、媒体人士。

## 生平
黄海南道出身。父亲張鵬道9代单传，母亲金炫妙，生有三子，同父异母兄張德胄，胞兄張德俊是独立运动家、教育者和记者，1920年作为《东亚日报》的特派记者，被派遣到万股间岛和珲春采访，途中被日军杀害。弟弟张德镇是上海临时政府的行动队员，为了筹集资金，在中国人的赌场被枪杀。
他幼年家境困难勉强糊口，未能得到正规高等教育。10岁的时候，胞兄張德俊在南浦学校型任讲师，他得以寄宿在学校宿舍并上学。南浦学校毕业后，在黄海道海州升入延禧普通学校。延禧普通学校毕业后的少年时期他在黄海南道南浦镇制片公司就职理事，但和上司医生冲突，不久之后就辞掉了。1911年9月在朝鲜总督府施行的詹姆士文官考试任官文試制(驗)中合格，被朝鲜总督府聘用为判任官。
1912年辞去职务去日本留学。1912年秋天早稻田大学高等预科。1913年早稻田大学高等预科进修、早稻田大学政经系就读。日本留学期间他与申翼熙、金性洙、宋鎭禹成为亲密的朋友，一直到他去世。他善于雄辩，1915年日本全国大学生演讲大赛，以“东方和平与日本民主主义”为主题获得1等奖。
1916年春，他与中国人黄介民和陈其尤等人以及金明植、金綴洙、崔益俊、黃覺等人一起秘密创立地下政党新亚同盟党，1916年7月日本早稲田大学毕业後歸國在朝鲜总督府任职，与金性洙、宋鎭禹、李光洙等人一起参加独立運動的活動，1917年逃到中国上海避难。
在上海，1918年他与呂運亨、申采浩、趙東祜、金奎植、申性模、申圭植一同组建新韓靑年黨。1919年2月秘密回国，回国后被警方逮捕监禁，三一运动后再次被抓，被严刑拷打。
1920年4月与金性洙、宋鎭禹一起创办《东亚日报》，担任主编。1920年6月参与朝鲜教育会馆组建，12月朝鲜青年联合会创立大会上被选为执行委员。1921年1月，在首尔参加青年会组建任理事，当年4月参与创建朝鮮勞動共濟會，当选議事。另外，他也被朝鲜青年联合会和首尔青年联合会议推举为领导人。
1921年5月在上海举行的高丽共产党创立大会上被选为干部。1923年4月任东亚日报社社长兼主编，前往美国留学，以后13年来在美国滞留。1923年美国俄勒冈州立大学新闻专业入学、1924年俄勒冈州立大学攻读新闻系学士学位。之后前往纽约，1924年10月开始到1936年在美国哥伦比亚大学研究生院攻读政治学。他除了东亚日报社发来的特别月薪之外，还在蔗糖农场、餐厅、商店等地打工，筹措学费。留学生活的时候，他与李起鹏、赵炳玉等交往，与李承晚、安昌浩、金奎植、徐载弼等见面。1925年加入李承晚等组织的“同志会”活动。
1929年前往英国伦敦大学就读研究生院，在伦敦的尹潽善、尹致旺等再次见面。6月开始，他在伦敦大学研究生院社会系进修到1932年。1932年取得英国伦敦大学研究生院硕士学位后再次前往美国俄勒冈州立大学研究生院读新闻媒体学科并取得硕士学位。
1936年回国后，担任东亚日报副社长，但是在1936年8月25日东亚日报的“抹去日章旗事件”，辞去了副社长职位。以抹去日章旗事件为契机，朝鲜总督府责令《东亚日报》停刊。同年12月担任普城专门学校(高丽大学的前身)的教授。30年代后期参加李承晚的独立运动团体兴业俱乐部，1938年9月因兴业俱乐部事件牵连而被逮捕，缓期起诉处分后获释。入狱后顺应体制，成为亲日分子。此后到1945年8月日本帝国主义灭亡时为止，多次主办军歌和演讲之夜等活动，在朝鲜总督府等各种组织的时局团体当“御用喉舌”。除此之外，在报纸、杂志等发表众多亲日派倾向的评论文章和投稿。被大韩民国的亲日反民族行为真相查明委员会报告书和指定为亲日派对象，民族问题研究所的《亲日人名辞典》收录。但是他是否真心的亲日行为有争论的余地。首先，他从1940年拒绝日本帝国主义创氏改名的建议。韩国独立党员制作的内容显示他亲美、英，因感到威胁和为了维持职业和盲目性的亲日态度合作。还有1941年10月10日，张德秀在日本大阪秘密开展活动被捕，组建“朝鲜独立青年党”的秘密组织而被逮捕。
1945年8月朝鮮解放後，吕运亨、安在鸿等人邀请他参加建国筹备委员会，但他拒绝了。
1945年9月与宋鎭禹、金性洙、白南薰、许政、白宽洙、曹秉玉、尹潽善等人一起创建韓国民主党，参与制定声明为基础，9月16日韩国民主党当选外务部长。1945年12月韓国民主党领袖宋鎭禹被暗殺後，担任第二代民主党的首席总务。1946年支持美蘇共同委員会的信托统治。与金九、李承晩等韓国右翼关系恶化。
1947年12月2日晚6时15分在首尔东大门区祭基洞的家中，被警察朴光玉、小学教師裴熙范（2人是獨立党的党員，大韓民国臨時政府的傘下団体白依社的會員）的开枪狙擊而死亡，年五十三。韩独党是金九的党派，所以他是幕后主使。

## 评价
2006年韓国政府設立的親日反民族行為真相糾明委員会认定其为親日反民族行為者。

## 外部連結
- 張徳秀:Daum 
- 張徳秀
- 張徳秀:韓國的歷代人物種合情報 （页面存档备份，存于） 